# Nothoscordum altillanense
Nothoscordum altillanense là một loài thực vật có hoa trong họ Amaryllidaceae. Loài này được Ravenna & Biurrun mô tả khoa học đầu tiên năm 2002.